# Jeff Judkins
Jeffrey Reed Judkins, detto Jeff (Salt Lake City, 23 marzo 1956), è un ex cestista e allenatore di pallacanestro statunitense, professionista nella NBA.
È il cugino di Danny Vranes.

## Carriera
È stato selezionato dai Boston Celtics al secondo giro del Draft NBA 1978 (30ª scelta assoluta).
Con gli Stati Uniti ha disputato le Universiadi di Sofia 1977.

## Statistiche

### NBA

#### Regular Season
| Anno      | Squadra             | PG  | PT | MP   | TC%  | 3P%  | TL%  | RP  | AP  | PRP | SP  | PP  |
| --------- | ------------------- | --- | -- | ---- | ---- | ---- | ---- | --- | --- | --- | --- | --- |
| 1978-1979 | Boston Celtics      | 81  | -  | 18,8 | 50,3 | -    | 81,5 | 2,4 | 1,8 | 1,0 | 0,1 | 8,8 |
| 1979-1980 | Boston Celtics      | 65  | 0  | 10,4 | 50,4 | 40,7 | 81,6 | 1,0 | 0,7 | 0,4 | 0,1 | 5,4 |
| 1980-1981 | Utah Jazz           | 62  | -  | 10,7 | 42,6 | 32,1 | 88,2 | 1,5 | 1,0 | 0,3 | 0,0 | 3,8 |
| 1981-1982 | Detroit Pistons     | 30  | 0  | 8,4  | 38,3 | 10,0 | 61,5 | 1,1 | 0,5 | 0,2 | 0,2 | 2,6 |
| 1982-1983 | Portland T. Blazers | 34  | 0  | 9,1  | 44,3 | 25,0 | 83,3 | 1,3 | 0,5 | 0,4 | 0,1 | 3,1 |
| Carriera  | Carriera            | 272 | 0  | 12,6 | 47,8 | -    | 81,2 | 1,6 | 1,0 | 0,5 | 0,1 | 5,4 |

#### Playoffs
| Anno     | Squadra        | PG | PT | MP  | TC%  | 3P%  | TL% | RP  | AP  | PRP | SP  | PP  |
| -------- | -------------- | -- | -- | --- | ---- | ---- | --- | --- | --- | --- | --- | --- |
| 1980     | Boston Celtics | 7  | -  | 1,4 | 50,0 | 33,3 | -   | 0,6 | 0,0 | 0,1 | 0,0 | 1,3 |
| Carriera | Carriera       | 7  | -  | 1,4 | 50,0 | 33,3 | -   | 0,6 | 0,0 | 0,1 | 0,0 | 1,3 |